# Enos Slaughter
Enos Bradsher Slaughter (Roxboro, Carolina del Norte, 27 de abril de 1916-Durham, Carolina del Norte, 12 de agosto de 2002), más conocido como Enos Slaughter, fue un jugador profesional estadounidense de béisbol que se desempeñó en la posición de jardinero derecho en las Grandes Ligas de Béisbol (MLB). Es miembro del Salón de la Fama del Béisbol.

## Carrera
Slaughter jugó como profesional trece temporadas en St. Louis Cardinals (1938-1942, 1946-1953), después pasó a New York Yankees (1954-1955), luego a Oakland Athletics (1955-1956), posteriormente regresó a New York Yankees (1956-1959), y finalmente, se unió a Atlanta Braves, donde jugó una temporada (1959), y fue el equipo en el que se retiró.

## Reconocimiento
En 1985, ingresó como miembro al Salón de la Fama del Béisbol.